# 江西鸡血藤
江西鸡血藤（学名：Callerya kiangsiensis）是豆科蝶形花亞科昆明鸡血藤属的植物。分布在中国大陆的安徽南部、福建北部、湖北东南部、湖南东部、江西及浙江西部。